# Campeón de Campeones 2015-16
La copa Campeón de Campeones 2015-16 fue la edición XLIV del Campeón de Campeones. Esta edición fue disputada por los campeones de la Liga Bancomer MX correspondientes al Apertura 2015: Tigres y Clausura 2016: Pachuca.

## Sistema de competición
Disputarán la copa Campeón de Campeones 2015-16 los campeones de los torneos Apertura 2015 y Clausura 2016.
El club vencedor del Campeón de Campeones será aquel que en el partido anote el mayor número de goles. Si al término del tiempo reglamentario el partido está empatado, se procederá a lanzar tiros penales, hasta que resulte un vencedor.

## Información de los equipos
| Equipo  | Entrenador         | Estadio       | Ciudad                | Patrocinador       | Kit    |
| ------- | ------------------ | ------------- | --------------------- | ------------------ | ------ |
| Tigres  | Miguel Mejía Barón | Universitario | Monterrey, Nuevo León | Cemex              | Adidas |
| Pachuca | Diego Alonso       | Hidalgo       | Pachuca, Hidalgo      | Cementos Fortaleza | Nike   |

## Partido

### Tigres - Pachuca
| 10 de julio de 2016, 18:06 (UTC−7)         | Tigres   | 1:0 (1:0) | Pachuca | StubHub Center, Los Ángeles                                 |                                                             |
|                                            | Sosa 24' | Reporte   |         | Asistencia: 27 132 espectadores Árbitro(s): Ricardo Salazar | Asistencia: 27 132 espectadores Árbitro(s): Ricardo Salazar |
| Tigres Campeón de Campeones 2015-16 (1:0). |          |           |         |                                                             |                                                             |

#### Ficha
| Campeón de Campeones 2015-16 |
| ---------------------------- |
|                              |
| Tigres                       |
| 1.er título                  |